# نظارت بر بیماری
نظارت بر بیماری (به انگلیسی: Disease surveillance)، یک عمل همه‌گیرشناسی است که از طریق آن گسترش بیماری به منظور ایجاد الگوهای پیشرفت نظارت می‌شود. نقش اصلی نظارت بر بیماری، پیش‌بینی، مشاهده و به حداقل رساندن آسیب ناشی از شیوع، همه‌گیری، و موقعیت‌های دنیاگیری و همچنین افزایش دانش دربارهٔ عواملی است که در چنین شرایطی نقش دارند. بخش کلیدی نظارت بر بیماری نوین، گزارش دادن موارد بیماری است.
در دوران نوین، گزارش موارد شیوع بیماری از ثبت سوابق دستی به ارتباطات اینترنتی فوری در سراسر جهان تبدیل شده‌است.
تعداد موارد را می‌توان از بیمارستان‌ها جمع‌آوری کرد- که انتظار می‌رود بیشتر موارد را ببیند- گردآوری شد و در نهایت عمومی شد. با ظهور فناوری ارتباطات نوین، این امر به طرز چشمگیری تغییر کرده‌است. سازمان‌هایی مانند سازمان جهانی بهداشت (WHO) و مراکز کنترل و پیشگیری از بیماری (CDC) اکنون می‌توانند موارد و مرگ و میر ناشی از بیماری‌های مهم را ظرف چند روز گزارش کنند- گاهی در عرض چند ساعت پس از وقوع. علاوه بر این، فشار عمومی قابل توجهی برای در دسترس قرار دادن سریع و دقیق این اطلاعات وجود دارد.

## گزارش اجباری
گزارش رسمی بیماری‌های عفونی قابل اطلاع، الزامی است که توسط بسیاری از دولت‌های منطقه‌ای و ملی بر عهده ارائه‌دهندگان مراقبت‌های بهداشتی و سازمان بهداشت جهانی برای نظارت بر شیوع بیماری‌های عفونی در نتیجه انتقال عوامل عفونی است. از سال ۱۹۶۹، سازمان بهداشت جهانی موظف کرده‌است که تمام موارد بیماری‌های زیر به سازمان گزارش شود: وبا، طاعون، تب زرد، آبله، تب بازگشتی و تیفوس. در سال ۲۰۰۵، این فهرست گسترش یافت و شامل فلج اطفال و سارس نیز شد. دولت‌های منطقه‌ای و ملی معمولاً مجموعه بزرگ‌تری از بیماری‌های مسری (حدود ۸۰ مورد در ایالات متحده) را که به‌طور بالقوه می‌توانند جمعیت عمومی را تهدید کنند، کنترل می‌کنند. سل، اچ‌آی‌وی، بوتولیسم، هانتاویروس، سیاه‌زخم و هاری نمونه‌هایی از این بیماری‌ها هستند. شمارش بروز بیماری‌ها اغلب به عنوان شاخص‌های سلامت برای توصیف سلامت کلی یک جمعیت استفاده می‌شود.

## سازمان بهداشت جهانی
سازمان جهانی بهداشت (WHO) آژانس پیشرو برای هماهنگی پاسخ جهانی به بیماری‌های عمده است. سازمان بهداشت جهانی وبگاه‌هایی را برای تعدادی از بیماری‌ها نگهداری می‌کند و تیم‌های فعالی در بسیاری از کشورهایی که این بیماری‌ها در آنها رخ می‌دهد، دارد.
هشدار و پاسخ اپیدمی و همه‌گیری سازمان جهانی بهداشت (EPR) برای شناسایی، تأیید سریع و پاسخ مناسب به تهدیدهای بیماری‌های مستعد اپیدمی و نوظهور، بیماری‌های زیر را پوشش می‌دهد:
- سیاه‌زخم
- آنفلوانزای پرندگان
- تب خونریزی‌دهنده کریمه-کنگو
- تب خونریزی‌دهنده دنگی
- بیماری ویروسی ابولا
- هپاتیت
- آنفلوانزا
- تب لاسا
- تب خونریزی‌دهنده ماربورگ
- بیماری مننگوکوک
- طاعون
- تب دره ریفت
- نشانگان حاد تنفسی شدید (SARS)
- نشانگان حاد تنفسی کروناویروس 2 (SARS-CoV-۲)
- آبله
- تولارمی
- تب زرد